# Cristolț
Cristolț è un comune della Romania di 1 458 abitanti, ubicato nel distretto di Sălaj, nella regione storica della Transilvania. 
Il comune è formato dall'unione di 4 villaggi: Cristolț, Muncel, Poiana Onții, Văleni.